# 比尔斯·赖特
比尔斯·赖特（英語：Beals Wright，1879年12月19日—1961年8月23日），美国男子网球运动员。他曾代表美国参加1904年夏季奥林匹克运动会网球比赛，获得男子单打和男子双打金牌。